# Ordine della Madre
L'Ordine della Madre è un'onorificenza bielorussa.

## Storia
L'Ordine è stato fondato il 13 aprile 1995 ed è stato assegnato per la prima volta il 14 ottobre 1996.

## Assegnazione
L'Ordine è assegnato alle madri:
- che hanno partorito e cresciuto cinque o più figli;
- che hanno figli morti o dispersi nella difesa della Patria e dell'interesse pubblico, delle prestazioni di dovere civico per salvare la vita umana, dello stato di diritto e l'ordine, ed è morto a causa di lesioni, traumi, malattie, ottenuto in queste circostanze, o in conseguenza di infortunio sul lavoro o malattia professionale.

## Insegne
- L'insegna è una stella a nove punte che contiene un cerchio di 40 mm di diametro. Nel centro vi è un rilievo dei profili di una donna e un bambino sotto il sole, il tutto incorniciato da una corona di quercia e foglie di alloro nella parte inferiore della corona.
- Il nastro è azzurro con una striscia blu al centro.